# مسجد لولاگر
مسجد لولاگر نام یکی از مساجد تهران است که در محله سلسبیل شمالی تهران و خیابان نواب صفوی واقع شده است. این مکان یکی از چهار مسجد در محله سلسبیل شمالی تهران می‌باشد.
در جریان اعتراضات به نتایج انتخابات ۱۳۸۸ و در تظاهرات روز ۳۰ خرداد و به گفته رسانه‌های مخالف دولت از بام این مسجد به سمت معترضات تیراندازی صورت گرفت. اما به گفته رسانه‌های دولتی معترضان به آنجا حمله نموده و مسجد را به آتش کشیدند.
اسماعیل احمدی‌مقدم فرمانده نیروی انتظامی تیراندازی از مسجد لولاگر را تکذیب نمود. در حالی که تصاویر و فیلم‌های منتشر شده از آن روز یکی از نیروهای بسیجی که از بالای مسجد لولاگر به سمت مردم تیراندازی می‌کند را نشان می‌دهد؛